# Фолклендський палац
Фолклендський палац (англ. Falkland Palace) — мисливський палац у французькому (проторенесансному) стилі, споруджений в 1501-1542 роках в містечку Фолкленд (область Файф) шотландськими королями Яковом IV і Яковом V.

## Історія
Шотландські монархи придбали Фолкленд у клану Макдаффів в XIV столітті.

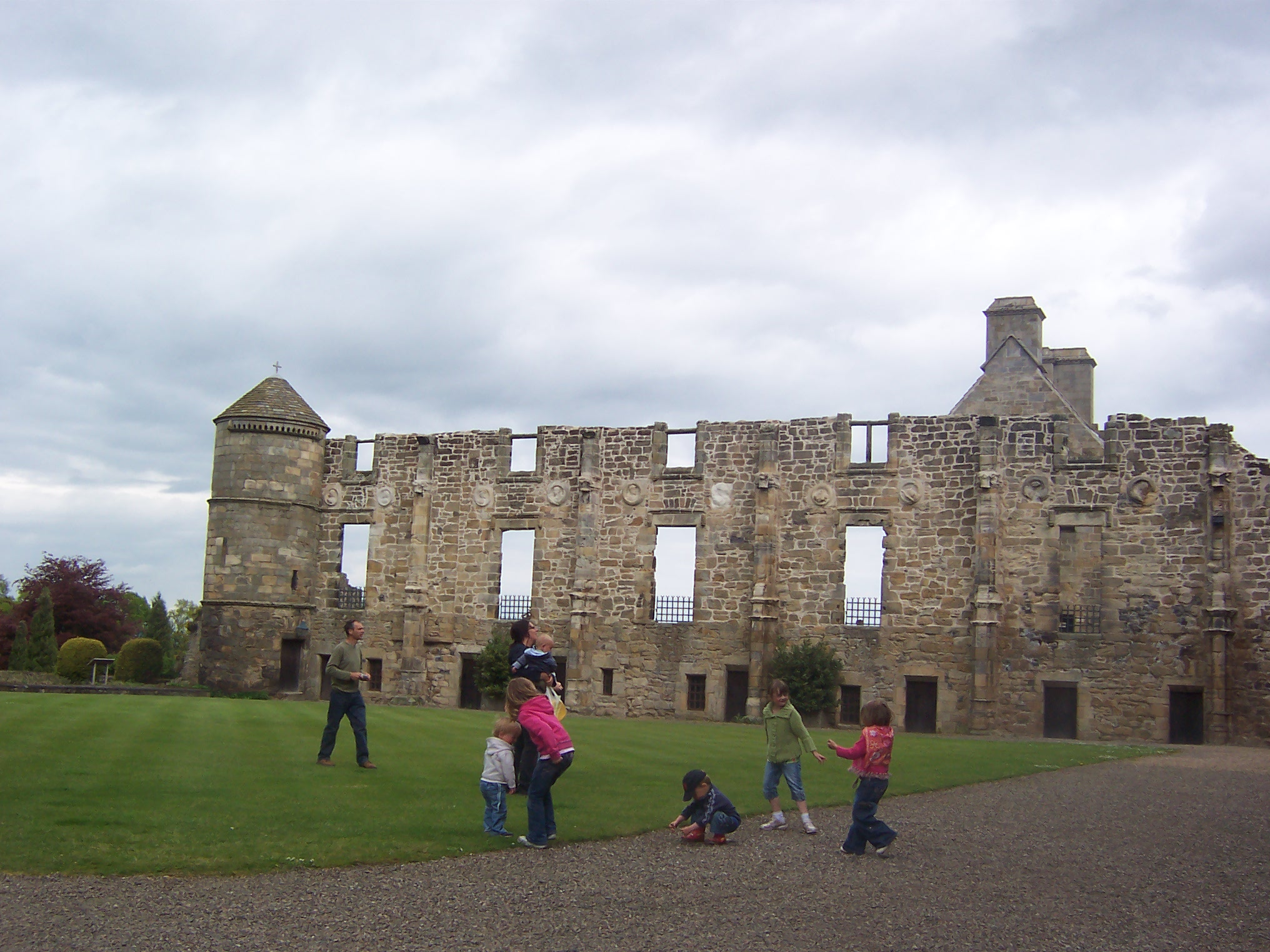
Зруйнована частина палацу

Роберт Стюарт заморив голодом у Фолклендському замку старшого сина короля Роберта III, Девіда. Яків IV і Яків V сюди навідувалися в основному під час соколиних полювань. Чи не головна визначна пам'ятка замку — найстаріший у світі зал для гри в реал-теніс (1539), який досі використовується спортсменами.
Батько Марії Стюарт, Яків V, помер у цій резиденції, і його наступники не жалували її своєю увагою. У 1654 р. палац був спалений солдатами Кромвеля і простояв у руїнах до 1887 року, коли маркіз Бют (представник молодшої гілки дому Стюартів) почав реставраційні роботи. Його нащадки володіють палацом і донині (хоча з 1952 р. будівлею довірчо управляє Шотландське товариство охорони пам'яток).

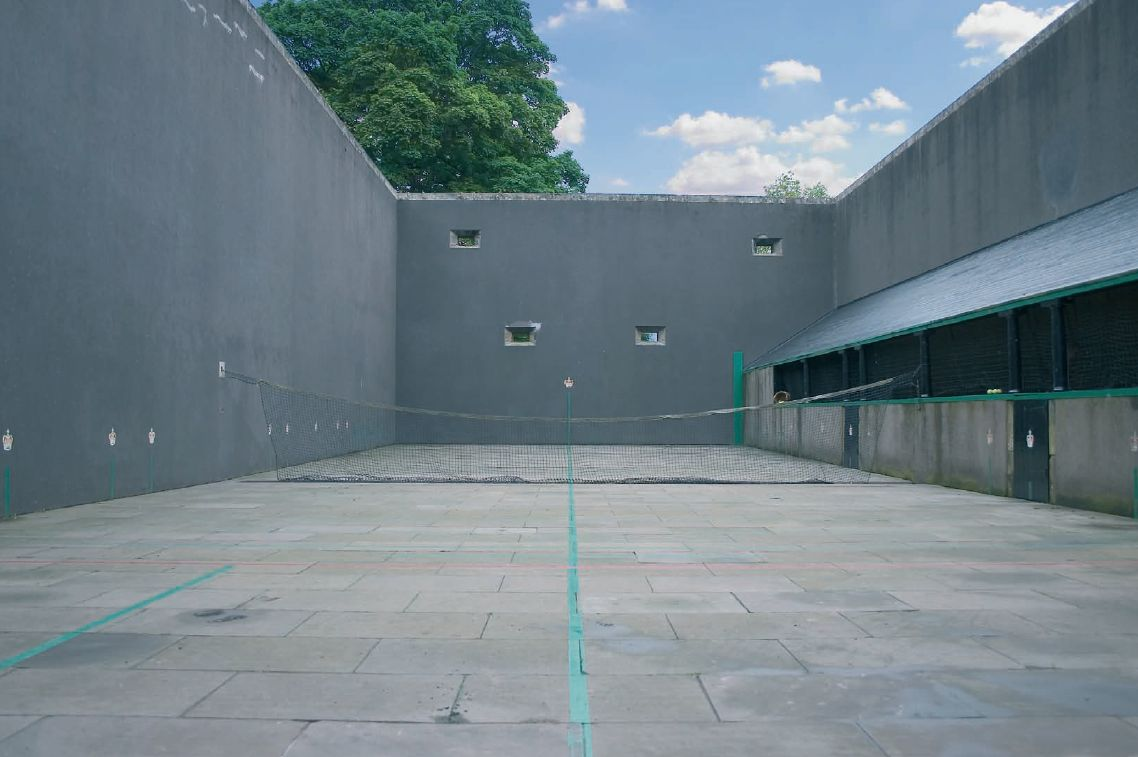
Найстаріший корт для гри в реал-теніс.

## Опис
Палац складається з Південного та майже повністю зруйнованого Східного крила. Безпосередньо Південне крило було відреставроване ще в 19 столітті. 
Південний і Східний фасади прикрашені пілястрами, виконаними у 1537—1542 роках в стилі французького Ренесансу. Тут повністю збереглася чудова каплиця 1633 року з інтер'єрами саме того часу. У 20 столітті була повністю завершена реконструкція покоїв короля та королеви, зараз вони виглядають так як у далекому 16 столітті.
Палац оточує великий сад, виконаний в класичному англійському стилі, який росте на цьому місці з 17 століття.